# Villaria acutifolia
Villaria acutifolia là một loài thực vật có hoa trong họ Thiến thảo. Loài này được (Elmer) Merr. miêu tả khoa học đầu tiên năm 1910.